# Kowdley, Maddur
Kowdley là một làng thuộc tehsil Maddur, huyện Mandya, bang Karnataka, Ấn Độ.